# Josh Bryceland
Josh Bryceland (Mánchester, 23 de marzo de 1990) es un deportista británico que compite en ciclismo de montaña en la disciplina de descenso. Ganó dos medallas en el Campeonato Mundial de Ciclismo de Montaña, plata en 2014 y bronce en 2015.

## Palmarés internacional
| Campeonato Mundial | Campeonato Mundial            | Campeonato Mundial | Campeonato Mundial |
| Año                | Lugar                         | Medalla            | Competición        |
| ------------------ | ----------------------------- | ------------------ | ------------------ |
| 2014               | Hafjell/Lillehammer (Noruega) | Medalla de plata   | Descenso           |
| 2015               | Vallnord (Andorra)            | Medalla de bronce  | Descenso           |